# Tito Sicinio Sabino
Tito Sicinio Sabino (Latino: Titus Sicinius (o Siccius) Sabinus; fl. V secolo a.C.) è stato un politico e militare romano.

## Biografia
Fu eletto console nel 487 a.C. con Gaio Aquillio Tusco.
Anche in quell'anno si registrarono scontri con le popolazioni limitrofe, in questo caso Volsci ed Ernici, e come spesso accadde quando l'Urbe fu attaccata da più nemici, i consoli si divisero le legioni per attaccare separatamente i nemici.
Sicinio conseguì il comando dell'esercito nella guerra contro i Volsci, guerra che secondo Livio, non portò ad alcun risultato per entrambe le parti.
(Tito Livio, Ab Urbe condita libri, lib. II, par. 40)
Invece nel racconto di Dionigi di Alicarnasso, i romani ottennero un grande vittoria sui Volsci, in una battaglia nel territorio dei Velletrani, durante il quale morì il loro comandante Attio Tullio, il nobile Volsco che aveva tramato per la morte di Coriolano, per la quale il console, tornato a Roma, ottenne il trionfo.
Nel 480 a.C. fu nominato legato dal console Marco Fabio Vibulano.